# 肯德爾
肯德爾 （英語：Kendal）是位於英國英格蘭坎布里亞郡湖區南部的一座集镇，在歷史上屬於威斯特摩蘭。肯德爾現在有人口28,586人，是坎布里亞郡內僅次於卡萊爾和巴羅因弗內斯的第三大都市。

## 外部連結
- Kendal Town Council （页面存档备份，存于）
- The Northern Reaches—Restoration of the canal to Kendal
- Kendal Museum